# Maria Casarès
Pour l’article homonyme, voir Casarès (homonymie).
Maria Casarès est une actrice espagnole, naturalisée française, née le 21 novembre 1922 à La Corogne (Galice, Espagne) et morte le 22 novembre 1996 à Alloue (Charente).
Elle est une des grandes tragédiennes du théâtre français de 1942 à 1996, également actrice pour le cinéma et la télévision : elle est apparue dans de nombreux classiques du cinéma — dont Les Enfants du paradis et Les Dames du bois de Boulogne —, notamment dans les années 1940 et 1950.

## Biographie

### Enfance et études
María Victoria Casares Pérez naît le 21 novembre 1922 à La Corogne à la pointe nord-ouest de l'Espagne. Elle est la fille de Santiago Casares Quiroga, né à La Corogne en 1884 et mort à Paris en 1950, avocat de profession mais littéraire dans l'âme, Président du Conseil de la Seconde République espagnole, contraint de démissionner le 18 juillet 1936 lorsqu'éclate l'insurrection militaire. Sa mère est Gloria Pérez Casarès, morte à Paris en 1946.
Maria n'est pas une enfant désirée et déclare bien plus tard avec humour : « Quand mes parents m'ont eue, ce fut par distraction ou par maladresse. » Elle a une demi-sœur, Esther Casarès, née d'une première union de son père. Elle étudie au collège de La Corogne.
En 1931, la famille s'installe à Madrid. Dans sa nouvelle école, l'Instituto-Escuela, connue pour être l'une des plus modernes d'Europe, elle commence à chanter dans le théâtre.
Au début de la guerre d'Espagne, la famille fuit l'Espagne pour Paris le 20 novembre 1936, la veille de l'anniversaire de Maria. Le père de Maria est francophone. Ils vivent à l'hôtel Paris–New York (aujourd'hui disparu), rue de Vaugirard. Elle étudie au lycée Victor-Duruy, où elle apprend le français. Elle rencontre l'acteur espagnol Pierre Alcover et son épouse Colonna Romano, membre de la Comédie-Française. Il aide la famille Casares et pousse Maria à faire du théâtre.
Elle échoue une première fois à intégrer le Conservatoire national de musique et d'art dramatique en raison de son accent trop prononcé.
Pendant la Seconde Guerre mondiale, son père part pour l'Angleterre ; elle et sa mère se rendent dans les Landes avant de revenir à Paris dans un appartement au coin de l'impasse de l'Enfant-Jésus et de la rue de Vaugirard. À force de travail, elle réitère et intègre le prestigieux établissement, jouant Hermione et Eriphile, après avoir fréquenté le cours Simon, mais échoue aux épreuves du deuxième baccalauréat. Elle a pour professeur Béatrix Dussane et se lie avec Alice Sapritch. Elle en sort avec un premier accessit de tragédie et un second prix de comédie.
Elle est remarquée par Jean Marchat et Marcel Herrand qui montent pour elle de 1942 à 1944 Deirdre des douleurs de John M. Synge, Le Voyage de Thésée de Georges Neveux, Solness le constructeur d'Henrik Ibsen et Le Malentendu d’Albert Camus.

### Carrière théâtrale et cinématographique

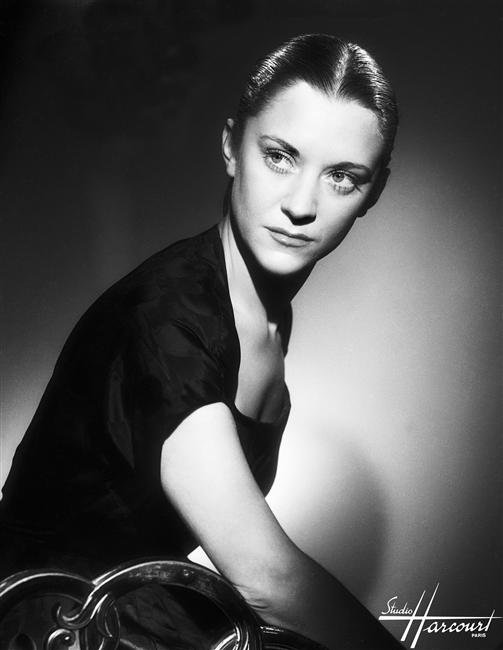
Maria Casarès en 1947 (studio Harcourt).

Maria Casarès obtient son premier rôle en 1942 et au cours des cinq décennies suivantes, jusqu'à l'année de sa mort, joue dans plus de 120 pièces, aussi bien des classiques que des œuvres contemporaines. André Barsacq lui fait jouer Roméo et Jeannette de Jean Anouilh avec, pour la première fois, Jean Vilar au théâtre de l'Atelier en 1946. De 1952 à 1954, elle est engagée comme pensionnaire de la Comédie-Française, où elle joue notamment dans des mises en scène de Julien Bertheau, Jean Meyer (créations) ou encore Jacques Copeau (reprise). Elle intègre ensuite le TNP de Jean Vilar (1954-1959), et devient ainsi l'une des premières comédiennes à donner au Festival d'Avignon ses lettres de noblesse. Elle participe à certaines créations du théâtre contemporain comme Les Paravents de Jean Genet, en 1966, ou Quai Ouest, de Koltès, en 1986.
Elle reste très proche de l'Espagne républicaine, en compagnie de Juliette Gréco et d'Albert Camus; et demeure très active au sein du Casal de Catalunya de Paris.

La quasi-totalité de sa filmographie est constituée de films français. Certains vont jusqu'à la qualifier de « monstre sacré », expression habituellement réservée à des acteurs ayant une plus grande notoriété que la sienne. Plus objectivement, les cinéphiles s'accordent en général à retenir en priorité les quatre rôles marquants tenus dans les années 1940 : Les Enfants du paradis, Les Dames du bois de Boulogne, La Chartreuse de Parme et Orphée. Elle déclare pourtant préférer le théâtre au cinéma : 

« Spectatrice pourtant passionnée et émerveillée devant les acteurs de cinéma qui ont su créer à travers leurs films des figures presque mythiques, peut-être parce que je porte en moi une autre forme de narcissisme, je n'ai jamais pu de l'autre côté de la caméra m'attacher à une telle quête. »

### Vie privée
Maria Casarès rencontre Albert Camus le 19 mars 1944 chez Michel Leiris. Ils nouent une relation amoureuse pendant les répétitions du Malentendu, en 1944, où elle joue Martha. L'écrivain, qui met Maria au contact de la Résistance et des exilés espagnols, est pour la comédienne « père, frère, ami, amant, et fils parfois ». La fin de la guerre, le retour d'Algérie de Francine Faure, l'épouse de Camus depuis le 5 septembre 1945, la naissance des jumeaux Catherine et Jean, les séparent : ils rompent. Elle entretient ensuite une relation avec l'acteur belge Jean Servais puis un certain Jean Bleynie, un homme issu d'une famille de viticulteurs bordelais. Maria Casarès et Albert Camus se retrouvent par hasard en 1948 et entretiennent une liaison secrète passionnée qui ne prend fin qu'avec la mort accidentelle de l'écrivain, en 1960.
Pour Albert Camus, Maria Casarès sera « l’Unique » ; et il restera, par-delà la mort, le seul homme qu’elle ait véritablement aimé. Elle fut peut-être le grand amour de sa vie,,,,.
Leur relation, marquée par l’éloignement et la clandestinité, donne lieu à une correspondance passionnée de plus de 800 lettres échangées entre 1944 et 1959. Ces lettres, conservées par Maria Casarès, ont été publiées en 2017 sous le titre Correspondance 1944-1959, et témoignent de la profondeur et de la constance de leur lien.

« Mon amour chéri, 
La maison est chaude et solitaire, tout le monde est à la plage, et je n'ai pas envie de travailler encore. A vrai dire, je n'ai pas d'autre pensée ni désir que toi, ton rire, ton beau visage de soleil, ton corps qui plie. Alors, je viens ici, près de toi, tromper un peu ma faim. »

— Albert Camus à Maria Casarès, Correspondances (1944-1959)
Après la mort d'Albert Camus, pour tenter de la détourner de son profond chagrin, les amis proches de Maria Casarès — parmi lesquels figure André Schlesser — l'incitent à s'acheter une maison (elle ne possédait rien en France).
Le 5 août 1961, Maria Casarès et André Schlesser achètent — une partie chacun — le manoir, les dépendances et les terres de la Vergne, situés sur la commune d'Alloue en Charente.
Elle épouse le 27 juin 1978 cet ami de longue date, André Schlesser, qui meurt à Saint-Paul-de-Vence en 1985.
Le couple a vécu au 6 de la rue Asseline, dans le 14e arrondissement de Paris.

### Mort
Après la mort d'André Schlesser, ses enfants Anne et Gilles Schlesser lèguent à Maria Casarès la partie du domaine de La Vergne qu'elle ne possédait pas.
Elle succombe à un cancer le 22 novembre 1996 à Alloue en Charente. Elle repose à côté de son mari dans le cimetière de cette commune.

## Notoriété
Maria Casarès est considérée comme l'une des plus grandes tragédiennes françaises de la seconde moitié du XXe siècle. Ses prestations au Festival d'Avignon, pour le rôle de Lady Macbeth notamment, restent une référence. Galicienne de naissance et espagnole de nationalité, elle est une des comédiennes de théâtre les plus marquantes des années 1950 et 1960, passant du drame shakespearien à la primesauterie de Marivaux, et d'Albert Camus à Tchekhov.
Claude Jade raconte : 

« En 1980, je jouais Junie dans Britannicus. Maria était Agrippine. Elle fut étonnante. D'un bout de la pièce à l'autre, elle était habitée, frémissante. Sa manière de dire les alexandrins tenait de l'incantation. Elle cassait les vers avec une violence contenue qui éclatait comme une coulée de lave brûlante. Elle était en larmes, les yeux étincelants, la bouche tremblante. Elle se donnait corps et âme. Quelle actrice unique ! »

## Postérité

### Don à la commune d'Alloue
Pour remercier la France d'avoir été une terre d'asile, Maria Casarès, sans descendance, fait don à la commune d'Alloue du domaine et du logis de La Vergne — qui, désormais, lui appartiennent donc en entier — situés sur la rive droite de la Charente, en amont du village.
En 1999, l'association La Maison du Comédien–Maria-Casarès est créée sous l'impulsion de Lucien Simonneau, alors maire de la commune d'Alloue, pour faire du domaine un centre culturel consacré au théâtre. Jusqu'en 2017, elle est présidée par le comédien François Marthouret. En 2017, l'association change de nom et devient La Maison Maria-Casarès aujourd'hui centre culturel de rencontre et Maison des Illustres.

## Filmographie

### Actrice
- 1942 : Étoiles de demain court métrage de René Guy-Grand
- 1944 : La Vie secrète des visages court métrage d'Albert Guyot
- 1945 : Les Enfants du paradis de Marcel Carné
- 1945 : Les Dames du bois de Boulogne de Robert Bresson
- 1946 : Roger la Honte d'André Cayatte
- 1946 : La Revanche de Roger la Honte d'André Cayatte
- 1946 : L'Amour autour de la maison de Pierre de Hérain
- 1946 : La Septième Porte d'André Zwobada
- 1947 : La Chartreuse de Parme de Christian-Jaque
- 1948 : Bagarres d'Henri Calef
- 1950 : L'Homme qui revient de loin de Jean Castanier
- 1950 : Orphée de Jean Cocteau
- 1951 : Ombre et Lumière d'Henri Calef
- 1956 : Le Théâtre national populaire court-métrage documentaire de Georges Franju
- 1959 : Le Testament d'Orphée de Jean Cocteau et Claude Pinoteau
- 1972 : Les Deux Mémoires documentaire de Jorge Semprún
- 1973 : Jean Vilar, une belle vie documentaire de Jacques Rutman - Participation
- 1974 : Flavia la défroquée (Flavia, la monaca musulmana) de Gianfranco Mingozzi
- 1975 : L'Adieu nu de Jean-Henri Meunier
- 1984 : Blanche et Marie de Jacques Renard
- 1987 : Elle est là de Michel Dumoulin
- 1987 : De sable et de sang de Jeanne Labrune
- 1988 : La Lectrice de Michel Deville
- 1989 : Monte bajo de Julian Estaban Rivera
- 1990 : Les Chevaliers de la Table ronde de Denis Llorca
- 1995 : L'Amérique des autres (Someone Else's America) de Goran Paskaljević

### Narratrice
- 1949 : Guernica court métrage d'Alain Resnais et Robert Hessens
- 1951 : La Cité des trésors court métrage de Julien Bonardier
- 1951 : La Vie de Jésus de Marcel Gibaud
- 1952 : Cœur d'amour épris court métrage de Jean Aurel
- 1953 : La Tragique Recherche de la perfection: Léonard de Vinci court métrage d'Enrico Fulchignoni
- 1954 : Le Mystère de la licorne court métrage de Jean-Claude Sée
- 1954 : Varsovie, quand même court métrage de Yannick Bellon
- 1955 : Les Jardins du seigneur court métrage de Jean-Claude Huysman
- 1957 : L'Enfant de Thalassa court métrage d'Édouard Luntz
- 1958 : De cœur et de pierre court métrage d'Harry Kümel
- 1958 : " Un charlatan crépusculaire" de Jean Chérasse (en duo avec Gérard Philipe)
- 1961 : Thamar et Ammon court métrage d'Harry Kumel
- 1961 : Satan mon prochain court métrage de Francis Lacassin et Raymond Bellour
- 1963 : Hieronymus Bosch court métrage de François Weyergans
- 1967 : D'amour et de pierre court métrage de Jean-Marie Isnard
- 1970 : Les Rencontres de Mérimée court métrage de Jacques de Casembroot

### Télévision
- 1954 : L'Affaire Lafarge, de Stellio Lorenzi
- 1959 : Macbeth, de Claude Barma (TV) : Lady Macbeth
- 1963 : Yerma de David Stivel
- 1964 : La Reine verte de Robert Mazoyer
- 1966 : En votre âme et conscience, épisode : La Mort de Sidonie Mertens de  Marcel Cravenne
- 1975 : L'Île des chèvres de Pierre Badel
- 1977 : Britannicus de Jean Meyer
- 1980 : Irène et sa folie de Bernard Queysanne
- 1981 : Peer Gynt de Bernard Sobel
- 1985 : Les Bonnes de Michel Dumoulin
- 1989 : Les Nuits révolutionnaires de Charles Brabant
- 1991 : Orestie d'Eschyle, réalisation Bernard Sobel

## Théâtre
- 1942 : Deirdre des douleurs de John Millington Synge, mise en scène Marcel Herrand, théâtre des Mathurins
- 1943 : Solness le constructeur d'Henrik Ibsen, mise en scène Marcel Herrand, théâtre des Mathurins
- 1943 : Le Voyage de Thésée de Georges Neveux, mise en scène Jean Marchat, théâtre des Mathurins
- 1944 : Le Malentendu d’Albert Camus, mise en scène Marcel Herrand, théâtre des Mathurins
- 1944 : Les Noces du rétameur de John Millington Synge, théâtre des Mathurins
- 1944 : Federigo de René Laporte, théâtre des Mathurins
- 1945 : Les Frères Karamazov de Fiodor Dostoïevski, mise en scène André Barsacq, théâtre de l'Atelier : Grouchenka
- 1946 : Divines paroles de Ramón María del Valle-Inclán, mise en scène Jean Marchat, théâtre des Mathurins
- 1946 : Roméo et Jeannette de Jean Anouilh, mise en scène André Barsacq, théâtre de l'Atelier : Jeannette
- 1947 : Les Épiphanies d'Henri Pichette, mise en scène Georges Vitaly, théâtre des Noctambules : l'Amoureuse
- 1948 : L'État de siège d'Albert Camus, mise en scène Jean-Louis Barrault, théâtre Marigny
- 1948 : La Maison de Bernarda Alba de Federico García Lorca, mise en scène Roger Leenhardt
- 1949 : Le Roi pêcheur de Julien Gracq, mise en scène Marcel Herrand, théâtre Montparnasse
- 1949 : Les Justes d'Albert Camus, mise en scène Paul Œttly, théâtre Hébertot : Dora Doulebov
- 1951 : La Seconde de Colette, mise en scène Jean Wall, théâtre de la Madeleine
- 1951 : Le Diable et le Bon Dieu de Jean-Paul Sartre, mise en scène Louis Jouvet, théâtre Antoine : Hilda
- 1952 : Six Personnages en quête d'auteur de Luigi Pirandello, mise en scène Julien Bertheau, Comédie-Française, théâtre des Célestins : la Belle-fille
- 1952 : Dom Juan de Molière, mise en scène Jean Meyer, Comédie-Française : Elvire
- 1952 : Le Roi Jean de William Shakespeare, Festival d'Angers
- 1952 : Jeanne d'Arc de Charles Péguy, mise en scène Charles Gantillon, Festival de Lyon-Charbonnières
- 1953 : Le Carrosse du Saint Sacrement de Prosper Mérimée, mise en scène Jacques Copeau, Comédie-Française : la Périchole
- 1953 : La Dévotion de la croix de Pedro Calderón de la Barca, adaptation Albert Camus, mise en scène Marcel Herrand, Festival d'Angers : Julia
- 1953 : Les Esprits de Pierre de Larivey, mise en scène Albert Camus, Festival d'Angers
- 1953 : Mithridate de Racine, mise en scène Jean Marchat, Festival d'Angers
- 1954 : L'Ennemi de Julien Green, mise en scène Fernand Ledoux, théâtre des Bouffes-Parisiens
- 1954 : Jedermann de Hugo von Hofmannsthal, mise en scène Charles Gantillon, Festival de Lyon
- 1954 : Macbeth de William Shakespeare, mise en scène Jean Vilar, TNP Festival d'Avignon : Lady Macbeth
- 1954 : Le Père humilié de Paul Claudel, mise en scène Pierre Franck, Festival de Lyon
- 1955 : La Ville de Paul Claudel, mise en scène Jean Vilar, TNP Festival d'Avignon, Lâla
- 1955 : Marie Tudor de Victor Hugo, mise en scène Jean Vilar, TNP Festival d'Avignon : Marie
- 1956 : Macbeth de William Shakespeare, mise en scène Jean Vilar, Festival d'Avignon : Lady Macbeth
- 1956 : Le Triomphe de l'amour de Marivaux, mise en scène Jean Vilar, TNP
- 1956 : Platonov d'Anton Tchekhov, mise en scène Jean Vilar, Festival de Bordeaux, TNP
- 1957 : Marie Tudor de Victor Hugo, mise en scène Jean Vilar, TNP théâtre des Célestins : Marie
- 1957 : Phèdre de Racine, mise en scène Jean Vilar, TNP Festival de Strasbourg : Phèdre
- 1958 : Le Triomphe de l'amour de Marivaux, mise en scène Jean Vilar, TNP Festival d'Avignon : Léonide
- 1958 : Marie Tudor de Victor Hugo, mise en scène Jean Vilar, TNP Festival d'Avignon : Marie
- 1958 : Le Cid de Corneille, mise en scène Jean Vilar, TNP
- 1958 : Le Carrosse du Saint Sacrement de Prosper Mérimée, mise en scène Jean Vilar, TNP
- 1959 : Le Songe d'une nuit d'été de William Shakespeare, mise en scène Jean Vilar, TNP Festival d'Avignon
- 1960 : L'Œuvre de Lorca (anthologie de ses poèmes, Festival de Montauban
- 1960 : Hamlet de William Shakespeare, mise en scène Claude Barma, Grand Théâtre de la cité à Carcassonne
- 1960 : Cher Menteur de Jerome Kilty, théâtre de l'Athénée
- 1961 : À la recherche de Dom Juan de Maurice Béjart, opéra national de Bruxelles
- 1962 : Cher Menteur de Jerome Kilty, mise en scène Jerome Kilty, théâtre des Célestins
- 1963 : Yerma de Federico García Lorca, mise en scène Margarita Xirgu, teatro San Martin à Buenos Aires
- 1963 : La Reine verte de Maurice Béjart, musique Pierre Henry, théâtre Hébertot
- 1964 : Divines Paroles de Ramón María del Valle-Inclán, mise en scène Jorge Lavelli, teatro Coliseo à Buenos Aires
- 1965 : Les Enchaînés d'Eugene O'Neill, mise en scène Jorge Lavelli, théâtre Récamier
- 1965 : Le Repos du septième jour de Paul Claudel, mise en scène Pierre Franck, théâtre de l'Œuvre
- 1966 : Les Paravents de Jean Genet, mise en scène Roger Blin, théâtre de l'Odéon
- 1966 : Henry VI de William Shakespeare, mise en scène Jean-Louis Barrault, théâtre de l'Odéon : Marguerite d'Anjou
- 1967 : Le Triomphe de l'amour de Marivaux, mise en scène Jean Vilar, Festival du Marais
- 1967 : Henry VI de William Shakespeare, mise en scène Jean-Louis Barrault, théâtre de la Porte-Saint-Martin : Marguerite d'Anjou
- 1967 : Médée de Sénèque, mise en scène Jorge Lavelli, Festival d'Avignon : Médée
- 1968 : La Nuit obscure de saint Jean de la Croix, chorégraphie Maurice Béjart, théâtre de La Monnaie à Bruxelles, Festival d'Avignon
- 1968 : La Nuit obscure de saint Jean de la Croix, chorégraphie Maurice Béjart, Festival d'Avignon
- 1969 : À la recherche de… de Maurice Béjart, théâtre de La Monnaie à Bruxelles
- 1969 : Mère Courage de Bertolt Brecht, mise en scène Jean Tasso, Bobino
- 1969 : La Danse de mort d'August Strindberg, mise en scène Claude Régy, TNP théâtre de Chaillot
- 1970 : Early morning d'Edward Bond, mise en scène Georges Wilson, Festival d'Avignon, TNP théâtre de Chaillot
- 1970 : Le Borgne est roi de Carlos Fuentes, mise en scène Jorge Lavelli, Festival d'Avignon : Donata
- 1971 : Cher Menteur de Jerome Kilty, mise en scène Jerome Kilty, théâtre des Célestins
- 1971 : Le Borgne est roi de Carlos Fuentes, mise en scène Jorge Lavelli, Espace Cardin : Donata
- 1971 : Les Cuisines du château de Claude Cyriaque, mise en scène de l'auteur, théâtre de Malakoff
- 1972 : Le Borgne est roi de Carlos Fuentes, mise en scène Jorge Lavelli, Théâtre 140
- 1972 : Les Frères Karamazov de Fiodor Dostoïevski, mise en scène Georges Vitaly, théâtre Graslin
- 1972 : La Célestine de Fernando de Rojas, mise en scène Jean Gillibert, Festival de Châteauvallon
- 1973 : La Célestine de Fernando de Rojas, mise en scène Jean Gillibert, théâtre de Nice
- 1973 : Penthésilée d'Heinrich von Kleist, mise en scène Jean Gillibert, Festival de Châteauvallon
- 1973 : Bajazet de Racine, mise en scène Jean Gillibert, Petit Odéon
- 1974 : Isabella Morra d'André Pieyre de Mandiargues, mise en scène Jean-Louis Barrault, théâtre d'Orsay
- 1975 : Amers de Saint-John Perse, mise en scène Guy Shelley
- 1975 : Via 2 de Jean-Henri Meunier
- 1976 : Les Revenants d'Henrik Ibsen, mise en scène Pierre Maxence, maison de la Culture de Grenoble
- 1976 : Le Repoussoir de José Luis Alonso, Madrid
- 1977 : La Mante polaire de Serge Rezvani, mise en scène Jorge Lavelli, théâtre de la Ville
- 1978 : Faust de Christopher Marlowe, mise en scène Jean-Marie Patte, Festival d'automne à Paris
- 1978 : La Première de Ohm Cromwell, mise en scène Valerio Popesco Bruxelles
- 1978 : Agamemnon d'Eschyle, mise en scène Jean Gillibert, Festival de Châteauvallon
- 1980 : Œdipus rex d’Igor Stravinsky, livret Jean Cocteau, mise en scène Jorge Lavelli, opéra Garnier
- 1980 : Britannicus de Racine, mise en scène Jean Meyer, théâtre des Célestins
- 1980 : Le Conte d'hiver de Shakespeare, mise en scène Jorge Lavelli, Festival d'Avignon, théâtre de la Ville : le Temps
- 1981 : Peer Gynt d'Henrik Ibsen, mise en scène Patrice Chéreau, théâtre de la Cité Villeurbanne, théâtre de la Ville
- 1982 : Les Possédés de Fiodor Dostoïevski, mise en scène Denis Llorca, centre théâtral de Franche-Comté, Festival d'Avignon, théâtre national de Nice
- 1983 : Les Paravents de Jean Genet, mise en scène Patrice Chéreau, théâtre Nanterre-Amandiers : la Mère
- 1984 : Le Sacre de la naissance de Saint-John Perse d'après Sophocle, mise en scène Denis Llorca, centre théâtral de Franche-Comté
- 1985 : La Nuit de Madame Lucienne de Copi, mise en scène Jorge Lavelli, Festival d'Avignon, théâtre de la Commune : Vicky Fantomas
- 1986 : Elle est là de Nathalie Sarraute, mise en scène Michel Dumoulin, Festival d'Avignon, théâtre de la Villette
- 1986 : L'Usage de la parole de Nathalie Sarraute, mise en scène Michel Dumoulin, Festival d'Avignon, (lecture)
- 1986 : Tropismes de Nathalie Sarraute, mise en scène Michel Dumoulin, Festival d'Avignon
- 1986 : Quai Ouest de Bernard-Marie Koltès, mise en scène Patrice Chéreau, théâtre Nanterre-Amandiers : Cécile
- 1987 : Ce soir on improvise de Luigi Pirandello, mise en scène Lucian Pintilie, théâtre de la Ville
- 1988 : Les Chevaliers de la Table Ronde de Denis Llorca, centre théâtral de Franche-Comté
- 1988 : Hécube d'Euripide, mise en scène Bernard Sobel, théâtre de Gennevilliers
- 1989 : La vie que je t'ai donnée de Luigi Pirandello, mise en scène Michel Dumoulin, théâtre Hébertot : Donn'Anna Luna
- 1989 : Le Dépôt des locomotives de Michel Diaz, mise en scène Georges Vitaly, théâtre Mouffetard
- 1990 : « Elle » de Jean Genet, mise en scène Bruno Bayen, théâtre de Gennevilliers : le Pape
- 1990 : Tartuffe de Molière, mise en scène Bernard Sobel, théâtre de Gennevilliers : Madame Pernelle
- 1991 : Comédies barbares de Ramón María del Valle-Inclán, mise en scène Jorge Lavelli, Festival d'Avignon, théâtre national de la Colline, théâtre de Nice, théâtre des Treize Vents : Dona Maria
- 1991 : Vie de la révolutionnaire Pélagie Vlassova de Tver de Bertolt Brecht, mise en scène Bernard Sobel, théâtre de Gennevilliers : Pélagie Vlassova
- 1992 : Oreste de Vittorio Alfieri, mise en scène Jean Gillibert, maison des Arts de Créteil
- 1993 : Ostinato (extraits) de Louis-René des Forêts, mise en scène Michel Dumoulin, Festival d'Avignon : voix off
- 1993 : Threepenny Lear de William Shakespeare, mise en scène Bernard Sobel, théâtre de Gennevilliers : Le Roi Lear
- 1993 : Mein Kampf (farce) de George Tabori, mise en scène Jorge Lavelli, théâtre national de la Colline : Madame Lamort
- 1994 : Les Géants de la montagne de Luigi Pirandello, mise en scène Bernard Sobel, théâtre de Gennevilliers : Isle
- 1994 : Threepenny Lear de William Shakespeare, mise en scène Bernard Sobel, théâtre de Gennevilliers
- 1995 : Dostoïevski va à la plage de Marc Antonio de la Parra, mise en scène Frank Hoffmann (de), théâtre national de la Colline : Teresa
- 1996 : Les Œuvres complètes de Billy the Kid de Michael Ondaatje, mise en scène Frank Hoffmann (de), théâtre national de la Colline :  Celsa Gutiérrez

### Radio
- 1947 : Pour en finir avec le jugement de Dieu, création radiophonique écrite par Antonin Artaud, dit par le poète lui-même, Maria Casarès, Roger Blin et Paule Thévenin

## Distinctions et hommages

### Décorations
- Chevalier de la Légion d'honneur
- Commandeur de l'ordre des Arts et des Lettres

### Récompenses
- 1961 : prix du Brigadier pour Cher Menteur de Jerome Kilty (en), théâtre de l'Athénée
- 1987 : médaille d'or du mérite des beaux-arts du ministère espagnol de l'Éducation, de la Culture et des Sports[21]
- 1988 : prix de la meilleure comédienne du Syndicat de la critique pour Hécube d'Euripide
- 1989 : 
  - Nuit des Molières : Molière de la comédienne pour Hécube
  - César 1989 : nomination au César de la meilleure actrice dans un second rôle pour La Lectrice
- 1990 : grand prix national du théâtre

### Dénomination de lieux
Plusieurs établissements portent son nom en France :
- établissements scolaires :
  - le lycée des métiers Maria-Casarès d'Avignon (Vaucluse)[22],
  - le collège Maria-Casarès de Rillieux-la-Pape (Rhône)[23],
  - l'école élémentaire Maria-Casarès de Saint-Denis (Seine-Saint-Denis)[24] ;
- Centre culturel :
  - le domaine de La Vergne, à Alloue, où elle a vécu porte depuis 2017 le nom : Maison Maria Casarès et a reçu le label Maison des Illustres;
- théâtres :
  - la grande salle du théâtre national de la Colline,
  - une salle du nouveau théâtre de Montreuil (Seine-Saint-Denis)[25].
  - la grande salle de la Comédie de Béthune - Centre Dramatique National Hauts-de-France.

Elle a donné son nom à la division Europe de l'Office français de protection des réfugiés et apatrides.
À Paris, sur le canal Saint-Martin, le pont Maria-Casarès porte son nom depuis 2022 (date anniversaire de sa naissance).

## Publications
- Résidente privilégiée, Paris, Fayard, 1980  (ISBN 2-213-00779-9)
- Albert Camus, Maria Casarès. Correspondance inédite (1944-1959) (préf. Catherine Camus), Paris, Gallimard, coll. « Blanche », 9 novembre 2017, 1312 p. (ISBN 978-2-07-274616-1)

### Documentaire
- Élisabeth Kapnist, Maria Casarès et Albert Camus, toi, ma vie, France 5, 2022.